# Giro de les dues Províncies
El Giro de les dues Províncies (en italià:Giro delle due Province) és una competició ciclista italiana d'un sol dia que es disputa als voltants de la frazione de Marciana, al municipi de Cascina a la Toscana. Creada el 1911, la cursa travessa les províncies de Pisa i Lucca.
No s'ha confondre amb altres curses amb el mateix nom especialment la que es feia als voltants de Messina a la dècada de 1930.

## Palmarès
| Any       | Vencedor             | Segon               | Tercer                   |
| --------- | -------------------- | ------------------- | ------------------------ |
| 1911      | Antonio Buelli       |                     |                          |
| 1912      | Emilio Moschini      |                     |                          |
| 1913      | Leopoldo Torricelli  |                     |                          |
| 1914      | Ezio Cortesia        | Rodolfo Romagnoli   | Assuero Barlottini       |
| 1915-1920 | No disputada         |                     |                          |
| 1921      | Giuseppe Santarelli  |                     |                          |
| 1922      | Emilio Pucci         |                     |                          |
| 1923      | Angelo Gabrielli     |                     |                          |
| 1924      | Francesco Verzani    |                     |                          |
| 1925      | Emilio Pucci         |                     |                          |
| 1926      | Francesco Verzani    |                     |                          |
| 1927      | Marcello Neri        |                     |                          |
| 1928-1947 | No disputada         |                     |                          |
| 1948      | Dino Rossi           |                     |                          |
| 1949      | Raffaello Benedetti  |                     |                          |
| 1950      | Dino Rossi           |                     |                          |
| 1951      | Mario Ciabatti       |                     |                          |
| 1952      | Aldo Zuliani         |                     |                          |
| 1953      | Flaminio Giusti      |                     |                          |
| 1954      | No disputada         |                     |                          |
| 1955      | Roberto Falaschi     |                     |                          |
| 1956      | Romano Bani          |                     |                          |
| 1957      | Giancarlo Giusti     |                     |                          |
| 1958      | Augusto Cioni        |                     |                          |
| 1959      | Silvano Simonetti    |                     |                          |
| 1960      | Franco Rossello      |                     |                          |
| 1961      | No disputada         |                     |                          |
| 1962      | Piero Baracchini     |                     |                          |
| 1963      | No disputada         |                     |                          |
| 1964      | Maurizio Meschini    |                     |                          |
| 1965      | R. Grassi            |                     |                          |
| 1966      | Alfio Poli           |                     |                          |
| 1967      | Wainer Franzoni      |                     |                          |
| 1968      | Antonio Salutini     |                     |                          |
| 1969      | Dino Campitelli      |                     |                          |
| 1970      | Marcello Soldi       |                     |                          |
| 1971      | A. Del Bino          |                     |                          |
| 1972      | Serge Parsani        |                     |                          |
| 1973      | Serge Parsani        |                     |                          |
| 1974      | Dino Porrini         |                     |                          |
| 1975      | Palmiro Masciarelli  |                     |                          |
| 1976      | Gino Lori            |                     |                          |
| 1977      | Claudio Toselli      |                     |                          |
| 1978      | Egidio Vallati       |                     |                          |
| 1979      | Alessandro Primavera |                     |                          |
| 1980      | Giancarlo Montedori  |                     |                          |
| 1981      | Giancarlo Montedori  |                     |                          |
| 1982      | Giampiero Castellani |                     |                          |
| 1983      | Daniele Piccini      |                     |                          |
| 1984      | Andro Manzi          |                     |                          |
| 1985      | Andrzej Serediuk     |                     |                          |
| 1986      | Giovanni Umbri       |                     |                          |
| 1987      | Davide Maddalena     |                     |                          |
| 1988      | Valerio Donati       |                     |                          |
| 1989-1990 | No disputada         |                     |                          |
| 1991      | Maurizio Topini      |                     |                          |
| 1992      | Daniele Giacomin     |                     |                          |
| 1993      | Simone Tomi          |                     |                          |
| 1994      | Riccardo Biagini     |                     |                          |
| 1995      | Gianluca Vezzoli     |                     |                          |
| 1996      | Andrea Buffoni       | Alessandro Varocchi | Nicola Castaldo          |
| 1997      | Siro Grosso          |                     |                          |
| 1998      | Jamie Drew           |                     |                          |
| 1999      | Massimo Sorice       |                     |                          |
| 2000      | Gianluca Fanfoni     |                     |                          |
| 2001      | Massimo Manuzzi      |                     |                          |
| 2002      | Francesco Fiorenza   |                     |                          |
| 2003      | Gene Bates           |                     |                          |
| 2004      | Giovanni Visconti    | Eugenio Loria       | Vittorio Valle Vallomini |
| 2005      | Alessio Ricciardi    | Gianluca Mirenda    | Maurizio Bellin          |
| 2006      | Alessandro Proni     |                     |                          |
| 2007      | Denis Tretyakov      | Maksym Averin       | Gianluca Maggiore        |
| 2008      | Konstantin Volik     | Michele Da Ros      | Federico Scotti          |
| 2009      | Lorenzo Bani         | Antonio Di Battista | Matteo Mammini           |
| 2010      | Elia Favilli         | Matteo Belli        | Luca Rocchi              |
| 2011      | Dúber Quintero       | Marco Amicabile     | Eugenio Bani             |
| 2012      | Pietro Buzzi         | Mirco Maestri       | Mirko Puccioni           |
| 2013      | Alberto Bettiol      | Thomas Fiumana      | Luca Benedetti           |
| 2014      | Evgeniy Krivosheev   | Adriano Brogi       | Marco Amicabile          |
| 2015      | Niccolò Pacinotti    | Devid Tintori       | Niko Colonna             |
| 2016      | Andrei Voicu         | Lorenzo Luisi       | Nicolas Nesi             |